# 29137 Аланбосс
29137 Аланбосс (29137 Alanboss) — астероїд головного поясу, відкритий 18 жовтня 1987 року.
Тіссеранів параметр щодо Юпітера — 3,444.